# 1917 au cinéma
| Années du cinéma : 1914 - 1915 - 1916 - 1917 - 1918 - 1919 - 1920    |
| Décennies du cinéma : 1880 - 1890 - 1900 - 1910 - 1920 - 1930 - 1940 |

Cet article présente les faits marquants de l'année 1917 au cinéma.

## Événements
- 14 octobre : Projection de Madame Butterfly pour l’inauguration du Ciné-Opéra à Paris.
- 1er décembre : Fondation de la Société des auteurs de films.

## Principaux films de l'année
- Juin : Le Roi de la mer, film de Jacques de Baroncelli.
- 5 octobre : Le Journal d’Ossi, film d’Ernst Lubitsch.

- Mater Dolorosa (The Torture of Silence) de Abel Gance
- L'Émigrant : court métrage de Charlie Chaplin (sortie le 17 juin aux États-Unis)
- Charlot s'évade : moyen métrage américain de et avec Charlie Chaplin
- À l'assaut du boulevard (Bucking Broadway) de John Ford

## Principales naissances
- 17 janvier : Marudu Gopalan Ramachandran, acteur indien († 24 décembre 1987).
- 21 janvier : Elza Radziņa, actrice lettonne († 18 août 2005).
- 24 janvier : Ernest Borgnine, acteur américain († 8 juillet 2012).
- 1er mai : Danielle Darrieux, comédienne française († 17 octobre 2017).
- 16 mai : George Gaynes, acteur américain († 15 février 2016).
- 31 mai : Jean Rouch, ethnographe et cinéaste français († 18 février 2004).
- 17 juin : Dean Martin, acteur américain († 25 décembre 1995).
- 18 juin : Richard Boone, acteur américain († 10 janvier 1981).
- 24 juillet : Henri Betti, compositeur français de musique de films († 7 juillet 2005).
- 27 juillet : Bourvil (André Raimbourg), comédien français († 23 septembre 1970).
- août : Yan Jizhou, réalisateur chinois († 21 juin 2018).
- 6 août : Robert Mitchum, comédien américain († 1er juillet 1997).
- 7 octobre : June Allyson, actrice américaine († 8 juillet 2006).
- 20 octobre : Jean-Pierre Melville, cinéaste français († 2 août 1973).
- 21 octobre : Wolfgang Ray Werner, cinéaste français.